# Kanton Heiltz-le-Maurupt
Heiltz-le-Maurupt is een voormalig kanton van het Franse departement Marne. Het kanton maakte deel uit van het arrondissement Vitry-le-François.
Het werd opgeheven bij decreet van 21 februari 2014 met uitwerking in maart 2015.

## Gemeenten
Het kanton Heiltz-le-Maurupt omvatte de volgende gemeenten:
- Alliancelles
- Bassu
- Bassuet
- Bettancourt-la-Longue
- Bussy-le-Repos
- Changy
- Charmont
- Heiltz-le-Maurupt (hoofdplaats)
- Heiltz-l'Évêque
- Jussecourt-Minecourt
- Outrepont
- Possesse
- Saint-Jean-devant-Possesse
- Sogny-en-l'Angle
- Val-de-Vière
- Vanault-le-Châtel
- Vanault-les-Dames
- Vavray-le-Grand
- Vavray-le-Petit
- Vernancourt
- Villers-le-Sec
- Vroil